# Superagnia fuchsi
Superagnia fuchsi là một loài bọ cánh cứng trong họ Cerambycidae.